# Silvium

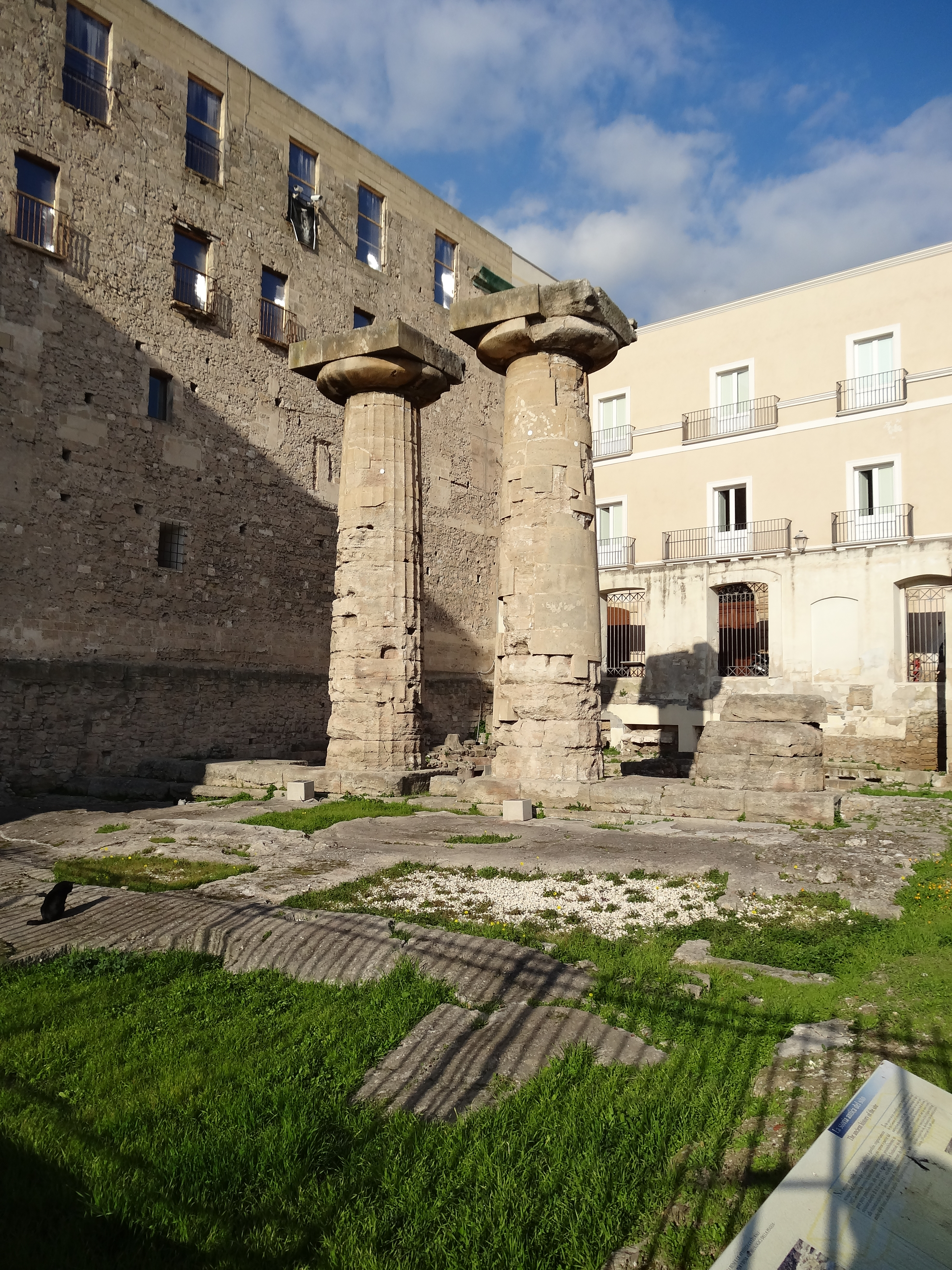
Restes de la ciutat romana.

Silvium (en grec antic: Σιλούϊον)va ser una ciutat de la Pulla a l'interior del país a uns 30 km de Venúsia, en un ramal de la via Àpia en direcció a Tàrent, segons diuen els Itineraris.
Segons Estrabó era a la frontera amb els peuquetis. Va ser una ciutat dels samnites i Roma la va conquerir l'any 306 aC. Plini el Vell l'inclou a la llista de municipis romans. Correspon a un lloc anomenat Garagnone, entre Spinazzolo i Poggio Orsino, a l'est de Venosa.